# Hippocampus pontohi
Espèce
Statut de conservation UICN

 LC  : Préoccupation mineure
Statut CITES
Hippocampus pontohi, communément nommé Hippocampe pygmée de Pontoh, est une espèce de poissons osseux de petite taille appartenant à la famille des Syngnathidae, natif du centre du Bassin Indo-Pacifique.

## Description
L'hippocampe pygmée de Pontoh est un poisson de petite taille qui peut atteindre une longueur maximale de 1,7 cm ce qui fait de lui un des plus petits représentants des hippocampes .
Le corps est de taille réduite et fin doté d'une queue préhensile. La tête est relativement grosse, elle représente 25% environ de la taille du corps. Les yeux sont proéminents, le museau moyennement long et il ne possède pas de bulbe à son extrémité. La couronne s'élève vers l'arrière créant une sorte d'angle lorsque l'animal est observé de profil. Le tronc et la queue peuvent aussi avoir quelques petits bulbes. La couronne ainsi que la partie la plus large du dos peuvent être garnies de filaments cutanés rouges.
La teinte de fond du corps est blanchâtre avec une coloration jaune à rosâtre sur la tête et le dos. De fines lignes rouges peuvent également s'étendre à partir de la base de départ des filaments cutanés du dos. La queue est parfois doté d'anneaux rouges.

## Distribution & habitat
L'hippocampe pygmée de Pontoh est présent dans les eaux tropicales du centre du Bassin Indo-Pacifique soit en l'Indonésie orientale ainsi qu'en Papouasie-Nouvelle-Guinée .
Cet hippocampe pygmée affectionne les tombants exposés aux courants et fournis en plantes d'Halimède ou en hydraires Aglaophenia cupressina entre 11 et 25 mètres de profondeur .

## Biologie
Comme nombre de ses congénères, l'hippocampe pygmée de Pontoh a un régime alimentaire carnivore et se nourrit de petits crustacés, d’œufs de poissons dérivants ainsi que d'autres organismes planctoniques.
Il est ovovivipare, se rencontre souvent en couple et c'est le mâle qui couve les œufs dans sa poche incubatrice ventrale. Cette dernière comporte des villosités riches en capillaires qui entourent chaque œuf fécondé créant une sorte de placenta alimentant les embryons. Parvenus à terme, les petits sont expulsés de la poche et évoluent de manière totalement autonome.

## Statut de conservation
Cette espèce est relativement peu répandue et peu de données relatives à la population ainsi que sur sa réelle répartition existent. Du fait de ce manque d'information ainsi que de la rareté de l'espèce, cette dernière est considérée comme "Data Deficient" sur la liste rouge de l'UICN.
Au niveau international, elle est également inscrite à l'Appendix II de la Convention sur le commerce international des espèces de faune et de flore sauvages menacées d'extinction (CITES) cela signifie que son commerce est règlementé.